# Авальдснес
Авальдснес — селище в муніципалітеті Кармой в окрузі Ругаланн (Норвегія). Воно розташоване на північно-східній частині острова Кармой, вздовж протоки Кармсундет, на південь від міста Хаугесунн. Селище було давнім центром сили західного узбережжя Норвегії та одною з найважливіших областей історії Норвегії. Торговий порт Нотов і церква Авальдснесу — це два визначні історичні місця в Авальдснесі.
Селище було адміністративним центром муніципалітету Авальдснес, який існував з 1838 року по 1965 рік. 
Воно має 3,13 квадратних кілометри (770 акрів), населення (на 2019) 2890 осіб та щільність населення 923 жителів на квадратний кілометр.

## Історія
Вважається, що Авальдснес був названий на честь легендарного короля Огвальда, який мав своє маленьке королівство на Кармсундеті. 
Після битви при Гафрсфйордуві 872 року Гаральд Світловолосий переніс свій двір в Авальдснес. Судноплавний рух через Кармсундет з його вузькістю поруч із Авальдснесом був джерелом багатства та могутності регіону.

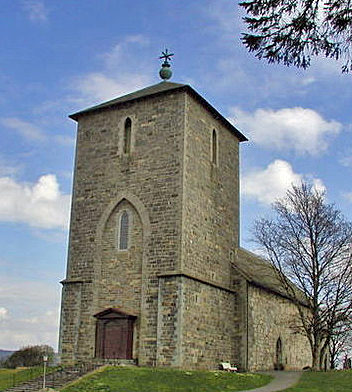
Церква Св. Олава

За легендою, Олаф I Трюґґвасон збудував церкву Авальдснесу, очевидно, як садибну каплицю для резиденції короля. 
Будівництво сучасної церкви, яка називається церквою Св. Олава (давньосканд. "Olavskirken"), було розпочато приблизно в 1250 році за наказом короля Гокона IV. Воно було майже завершене у 1320 році. Церква була присвячена святому Олаву. Це була одна з найбільших норвезьких кам'яних церков Середньовіччя, і це була одна з чотирьох королівських колегіальних церков в Норвегії. Церква була важливою зупинкою на шляху прочан до Нідароса, що пролягав уздовж узбережжя.
"Письмові джерела вказують на те, що Авальдснес було попередником пізніше створеного Ханса у Берґені" —  повідомляється на вебсайті Віденського університету.
Авальдснес був обраний містом тисячоліття округу Ругаланн.

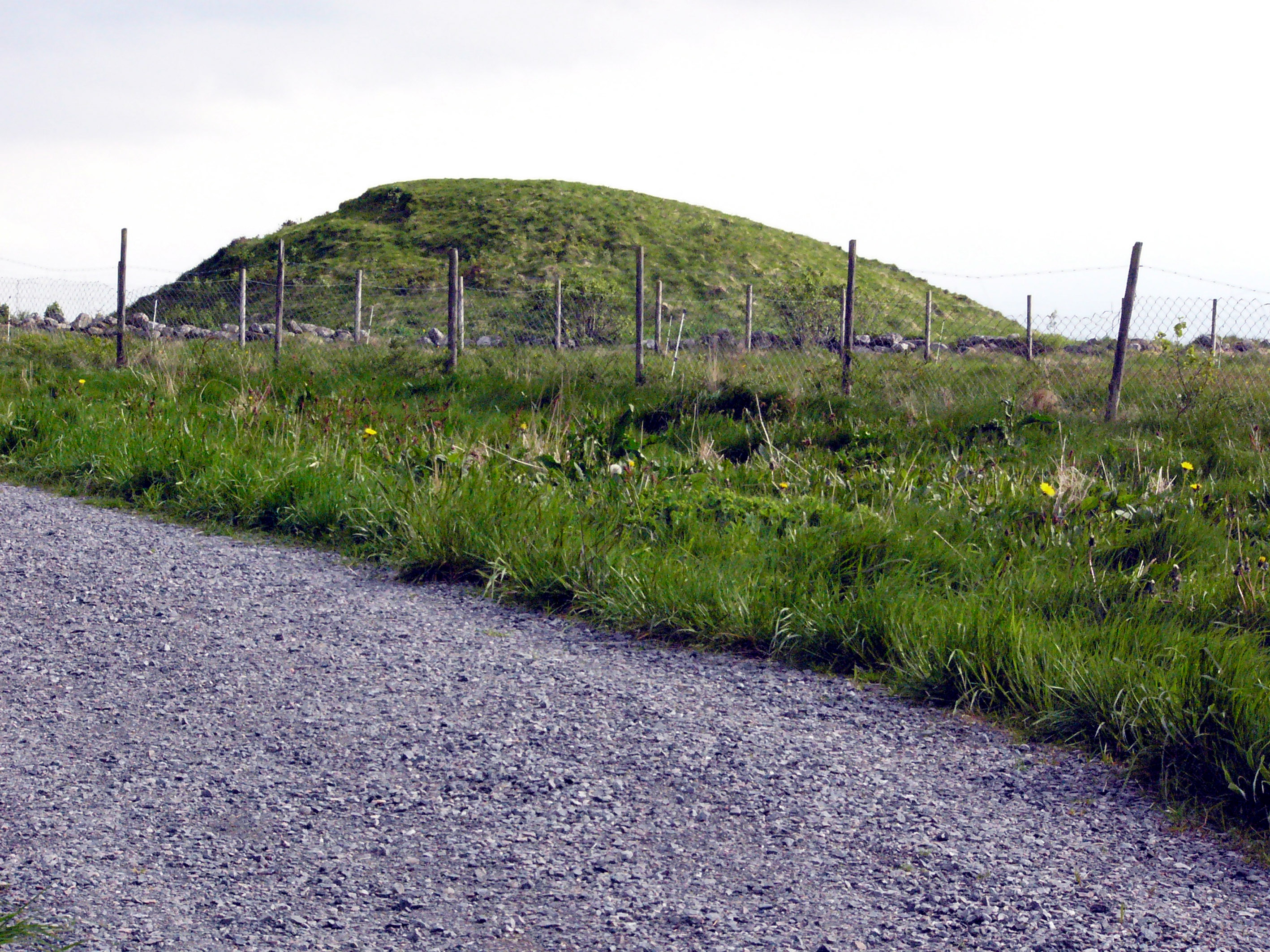
Курганний могильник Доби Бронзи

## Кургани
Приблизно в кілометрі на захід від церкви Авальдснес знаходяться кургани Регія або Блодея, що одними з єдиних прикладів великих курганів доби бронзи. Інші подібні кургани були знайдені лише в Данії та південній Швеції. Кілька курганів були розкопані та дали багаті знахідки.
Приблизно за два кілометри на північ від церковного міста Кармсундет знаходиться Сторгог — курган діаметром в понад 40 метрів.

## Археологія та розкопки
На всій території Авальдснесу були зроблені значні відкриття з історії Норвегії. 
Король Гаральд I Норвезький розмістив свою головну ферму в Авальдснесі приблизно в 870 році. У 953 році король Гокон Добрий вів жорстоку битву на Блодеї (Slaget på Blodeheia ved Avaldsnes) проти синів свого зведеного брата короля Ейріка Кривавої Сокири. Короля Хокон виграв битву, і після цього він буде царювати як король Норвегії аж до своєї смерті у 961 році.
Ця територія містить єдиний норвезький приклад курганів Бронзової доби, вибудованих в ряд. Корабельне поховання часів династії Меровінгів (близько 680 —  750 рр.), знайдене тут, є найстарішим корабельним похованням, виявленим у північних країнах.

### Сторгог
Сторгог (Великий курган) — судновий курган, який можна знайти на півночі від королівського маєтку в Авальдснесі.
Розкопки цього кургану розпочались у 1886 році. Корабель у Сторгозі був виготовлений з дуба і розміщений у напрямку північ-південь. Навколо великого корабля були побудовані кам'яні стіни висотою та шириною приблизно в 1 метр.
Цей корабель зазвичай описують як велике судно з веслом, шириною від 2,5 до 6 метрів.

### Гренхог
Гренхог (Зелений курган) — місце поховання іншого корабля, що знаходиться в 1 кілометрі на північ від церкви. Він був оглянутий Хоконом Шетелігом у 1902 році та мав приблизно 15 метрів в довжину із залишками могили чоловіка X століття. Дендрохронологічні дослідження, проведені у 2009 році, показують, що кораблі з Осеберга, Гренхога та Сторхога були побудовані з дуба однієї області Південно-Західної Норвегії.
Могилу було розграбовано, очевидно, незабаром після поховання, а значні частини загиблих та могильні речі були вивезені. Це свідчить про те, що померлий був дорослим чоловіком, а рентгенологічне датування показало, що поховання відбулось у першій половині X століття.

### Флаггоген

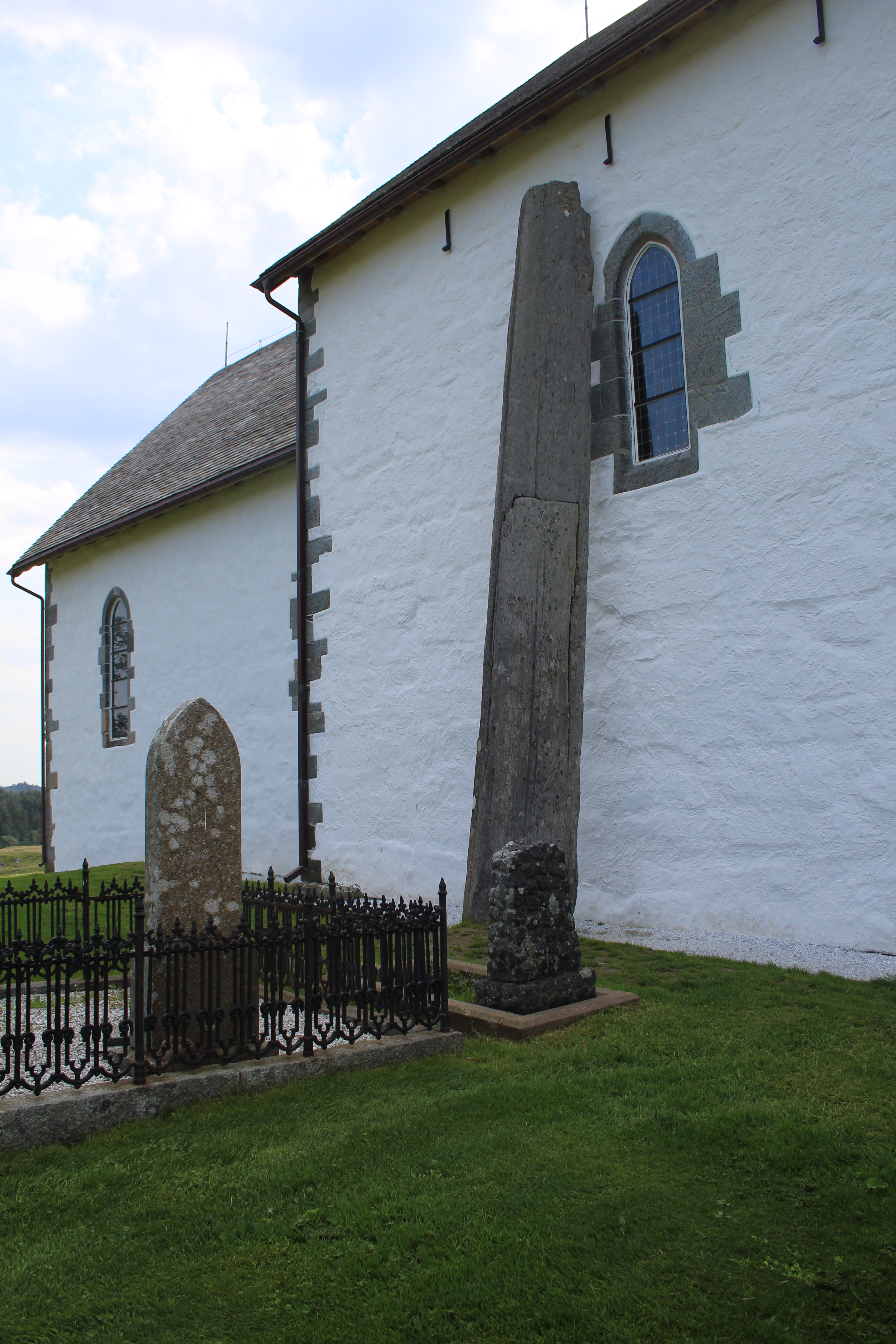
Голка Мері

Флаггоген (давньосканд. "haugr" — "пагорб" чи "курган") знаходиться на півночі від церкви. Спочатку він мав діаметр 43 метри (141 футів) і висоту 5 метрів (16 футів), але він був зменшений за наказом пастора Лідера Бруна в 1835 році. Курган виявився найбагатшою могилою Норвегії ще з Римського періоду. У знахідці Авальдснесу (давньосканд. "Avaldsnesfunnet") містилось кільце з 600-грамового чистого золота, зброя, підвісні кріплення та різні римські чани зі срібла та бронзи.

### Голка Марії
Голка Марії, відома в норвезькій мові як швейна голка Діви Марії (норв. "Jomfru Marias synål") — це єдиний з кількох монументальних каменів, що колись стояли навколо церкви, який зберігся. Він був дещо вищим, але навіть із висотою у 7,2 метрів він все ще є другим за величиною у своєму роді в Норвегії.
Монумент нахиляється до стіни церкви — відстань до стіни насправді становить лише 9,2 сантиметри (3,6 дюйма).
Сага розповідає, що "день Суду настане, коли камінь зіткнеться зі стіною церкви". Популярна історія розповідає нам про священика минулих століть, який піднявся на пам'ятник і відрізав шматок від нього, коли він небезпечно наблизився до стіни церкви.

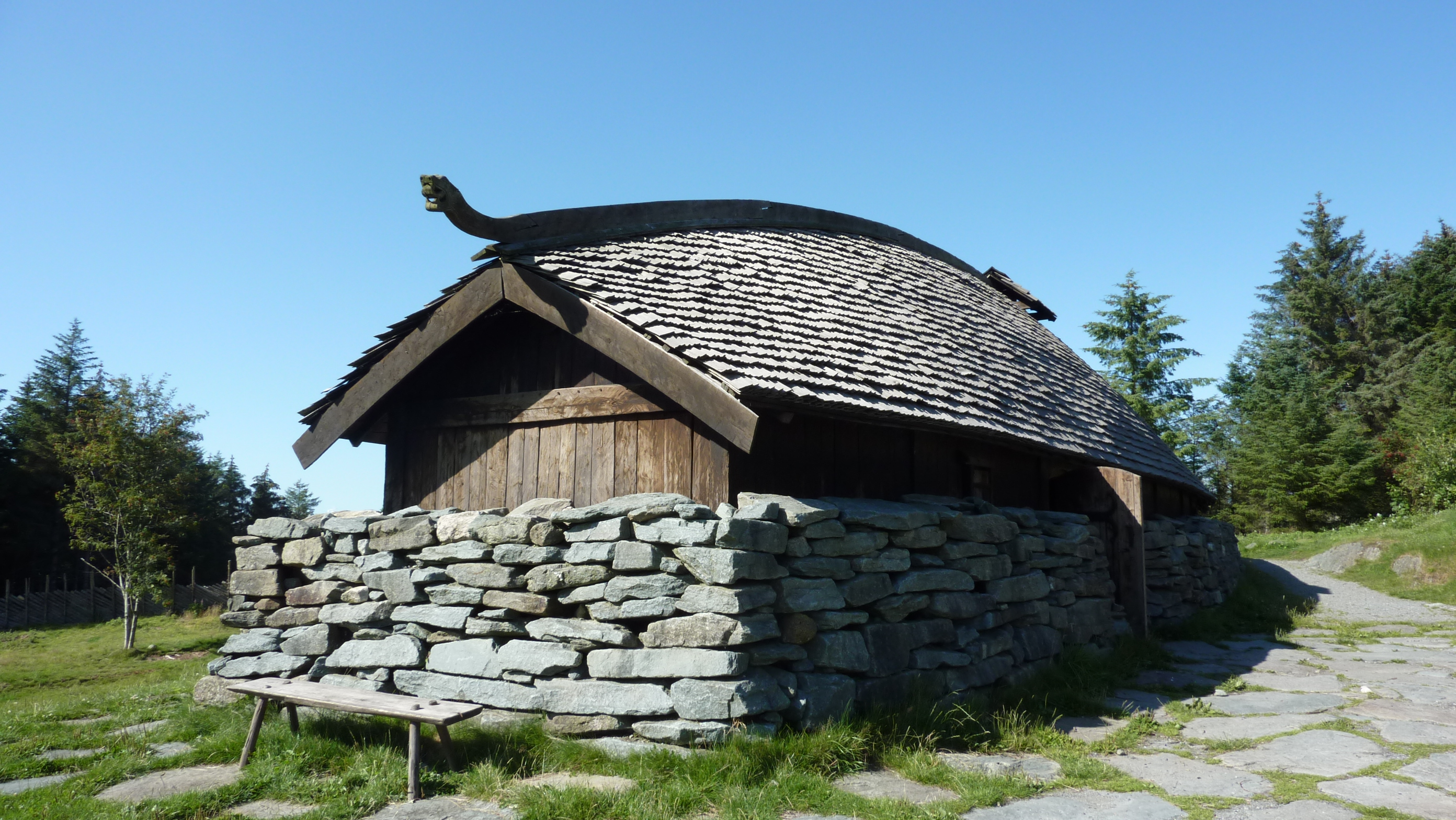
Реконструйований човен в Історичному центрі Нордвоген

## Історичний центр Нордвоген
Історичний центр Нордвоген (норв. "Nordvegen historiesenter") був відкритий у 2005 році з метою підвищення рівня історичних якостей Авальдснеса. Центр розташований на місці церкви Св. Олава. Для збереження цілісності церкви, а також історичного ландшафту, більша частина центру розташована під землею.
Існує копія ферми Доби Вікінгів з кількома будівлями, що включають репродукції та човни острова Буккой.